# Coccothrinax savannarum
Coccothrinax savannarum là loài thực vật có hoa thuộc họ Arecaceae. Loài này được (León) Borhidi & O.Muñiz mô tả khoa học đầu tiên năm 1981.